# Robertsonidra argentea
Robertsonidra argentea is een mosdiertjessoort uit de familie van de Robertsonidridae.